# Avenue de Laon
L'avenue de Laon est une voie de la commune de Reims, située au sein du département de la Marne, en région Grand Est.

## Situation et accès
L'avenue de Laon appartient administrativement au Quartier Laon Zola - Neufchâtel - Orgeval à Reims et permet de joindre le cœur de la ville avec le nord du département.
La voie est à double sens sur toute sa longueur avec le passage dans les deux sens du tramway.

## Origine du nom
Elle porte le nom de la ville de Laon.

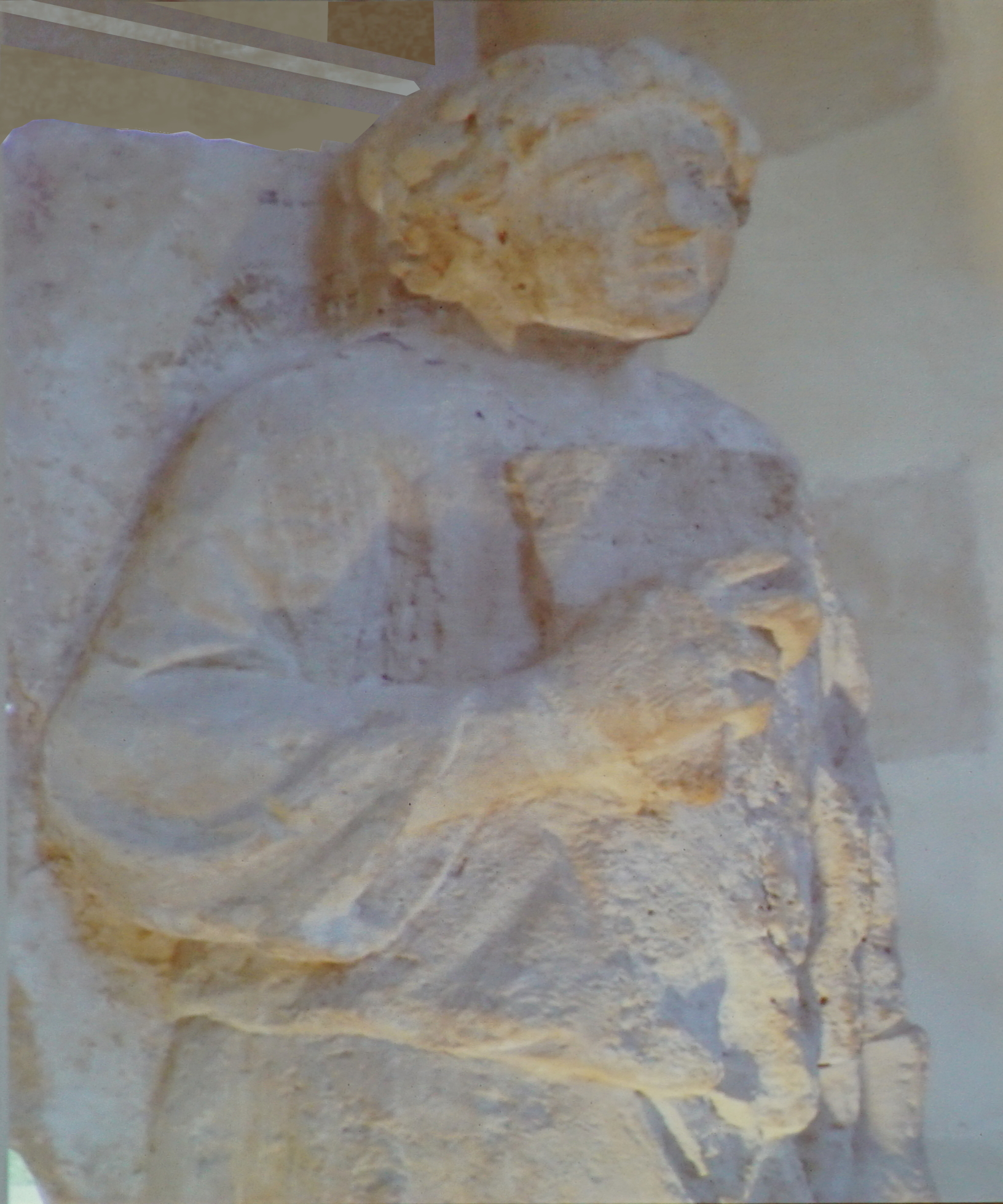
Stèle à Atis du fonds Pâté, musée Saint-Remi.

## Historique
Une habitation de La Tène finale se trouvait au niveau de la rue Frédéric-Jacob. C'est l'une des anciennes voies du decumanus, la voie allant vers Augusta Viromanduorum, un tronçon de 5,3m de large a été mis au jour. Une nécropole utilisée du Ier au IIIe siècle se trouvait au niveau du boulevard des Belges, fond Pâté,
En 1885 le rue du Faubourg de Laon et rebaptisée avenue de Laon.

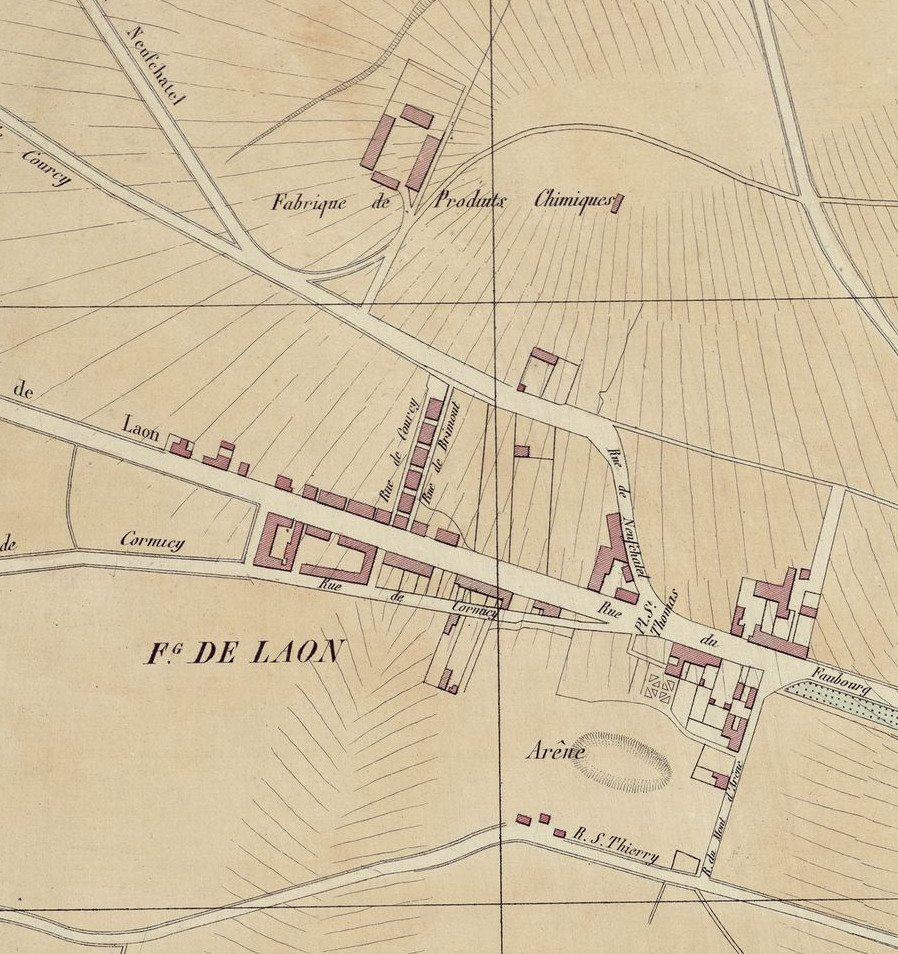
Le faubourg en 1844 sur le plan Héteau, Bibliothèque Carnegie (Reims).

## Bâtiments remarquables et lieux de mémoire
L'avenue de Laon dessert :
- au n° 9 : un immeuble de l'architecte Constant Ouvrière avec mosaïque Art déco,
- au n° 55 : immeuble de l'architecte Constant Ouvrière, ancien siège de la "Biscuiterie Rémoise " puis "Biscuiterie REM " avec une façade Art nouveau.

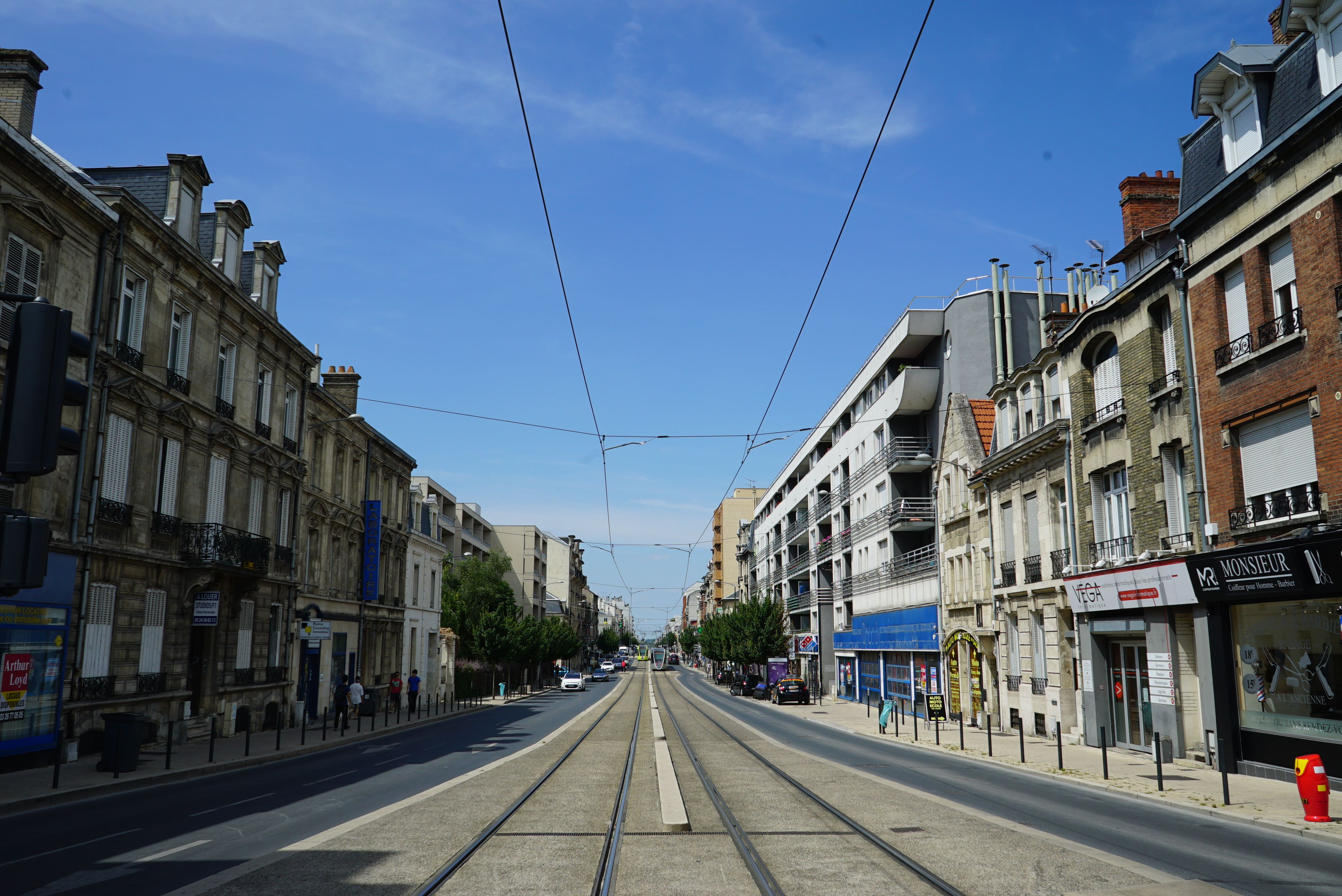
Vue du sud vers le nord,
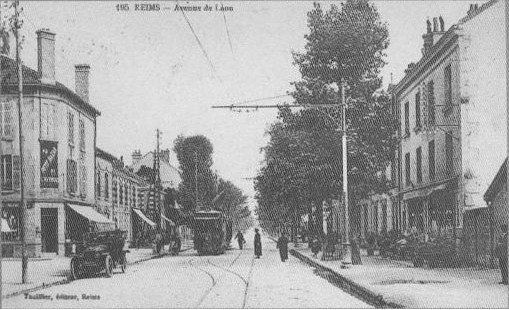
La même avenue avec le tram du début du XXe siècle.
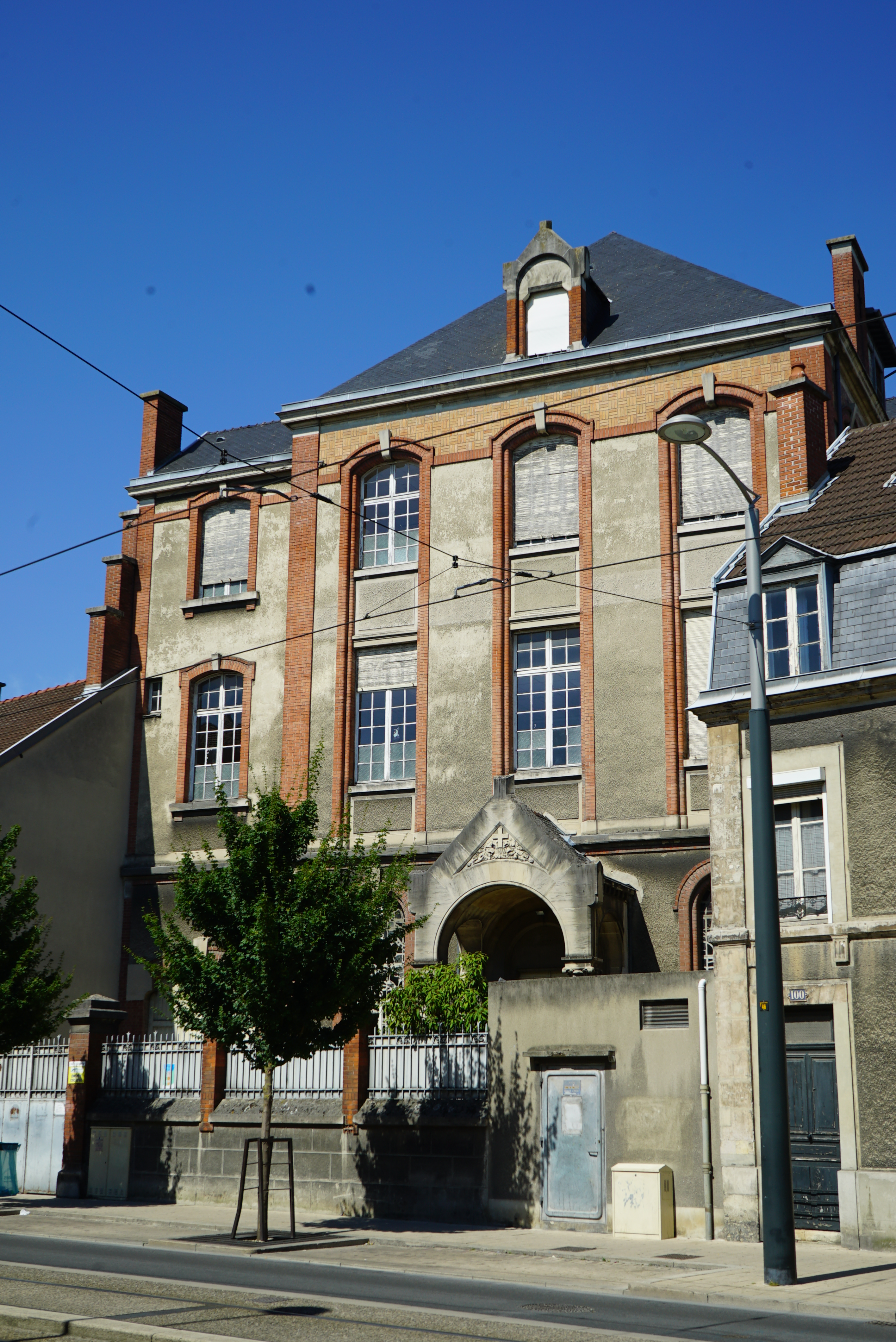
Collège privé.
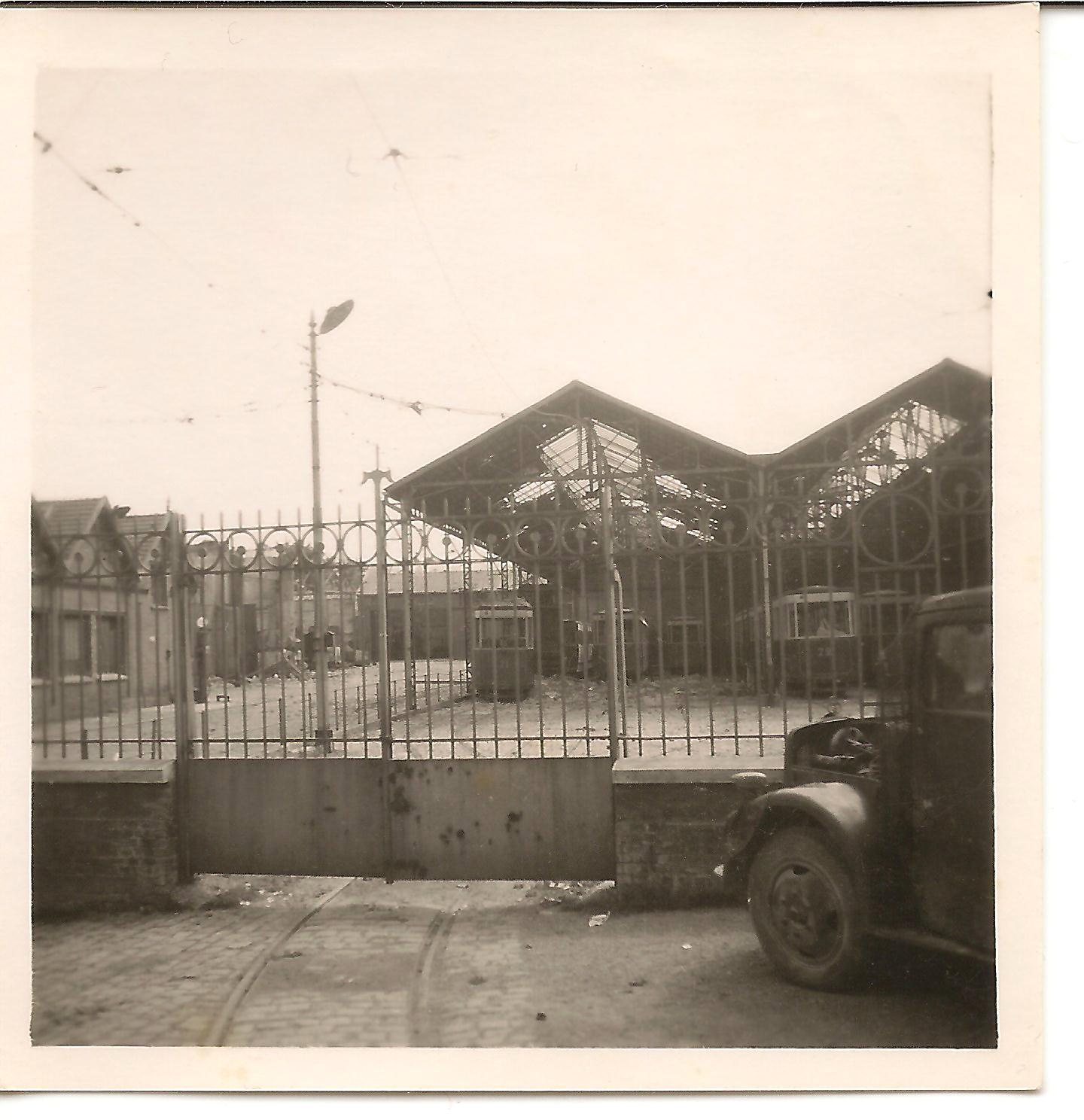
Dépôt du tramway en 1940
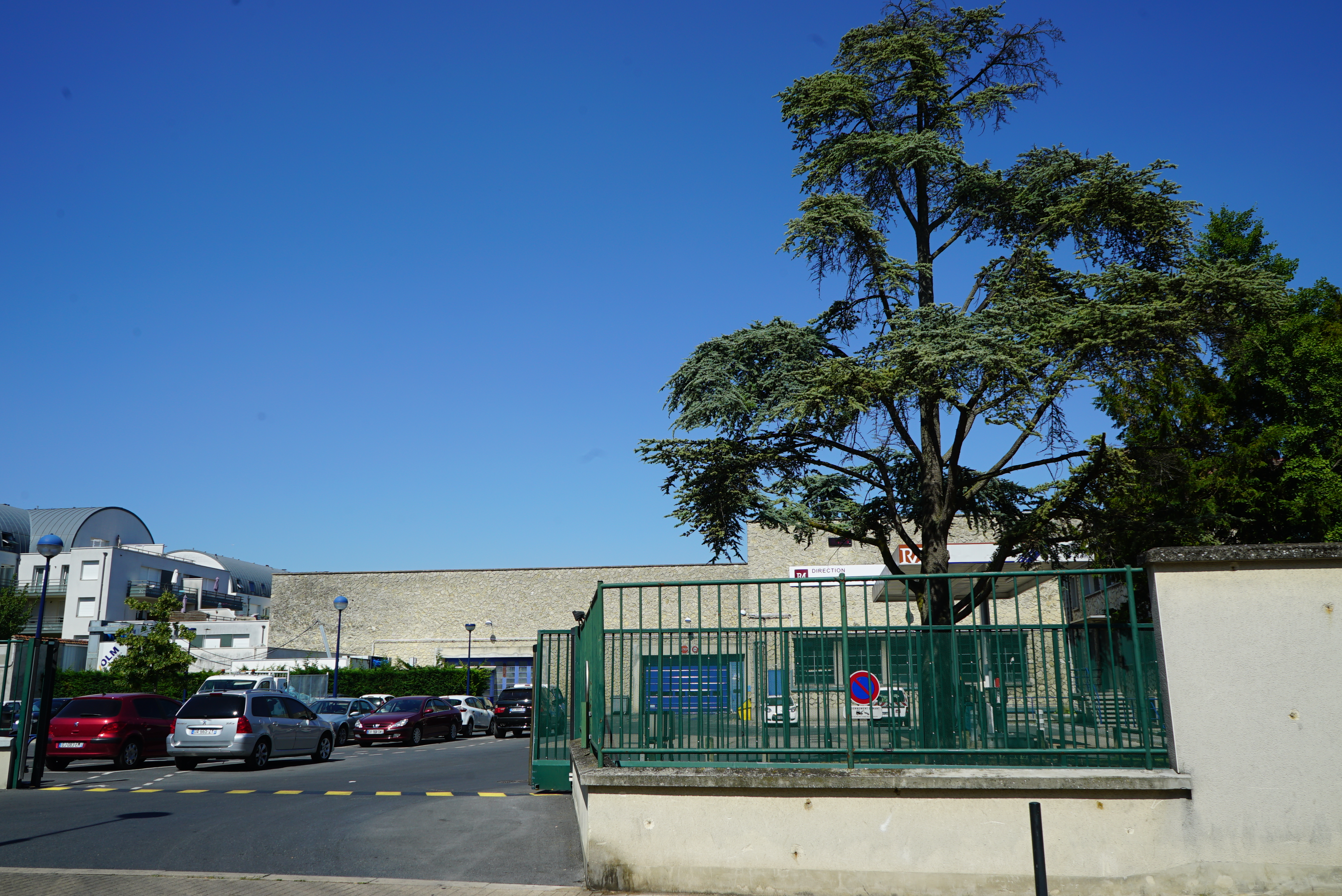
et aujourd'hui.
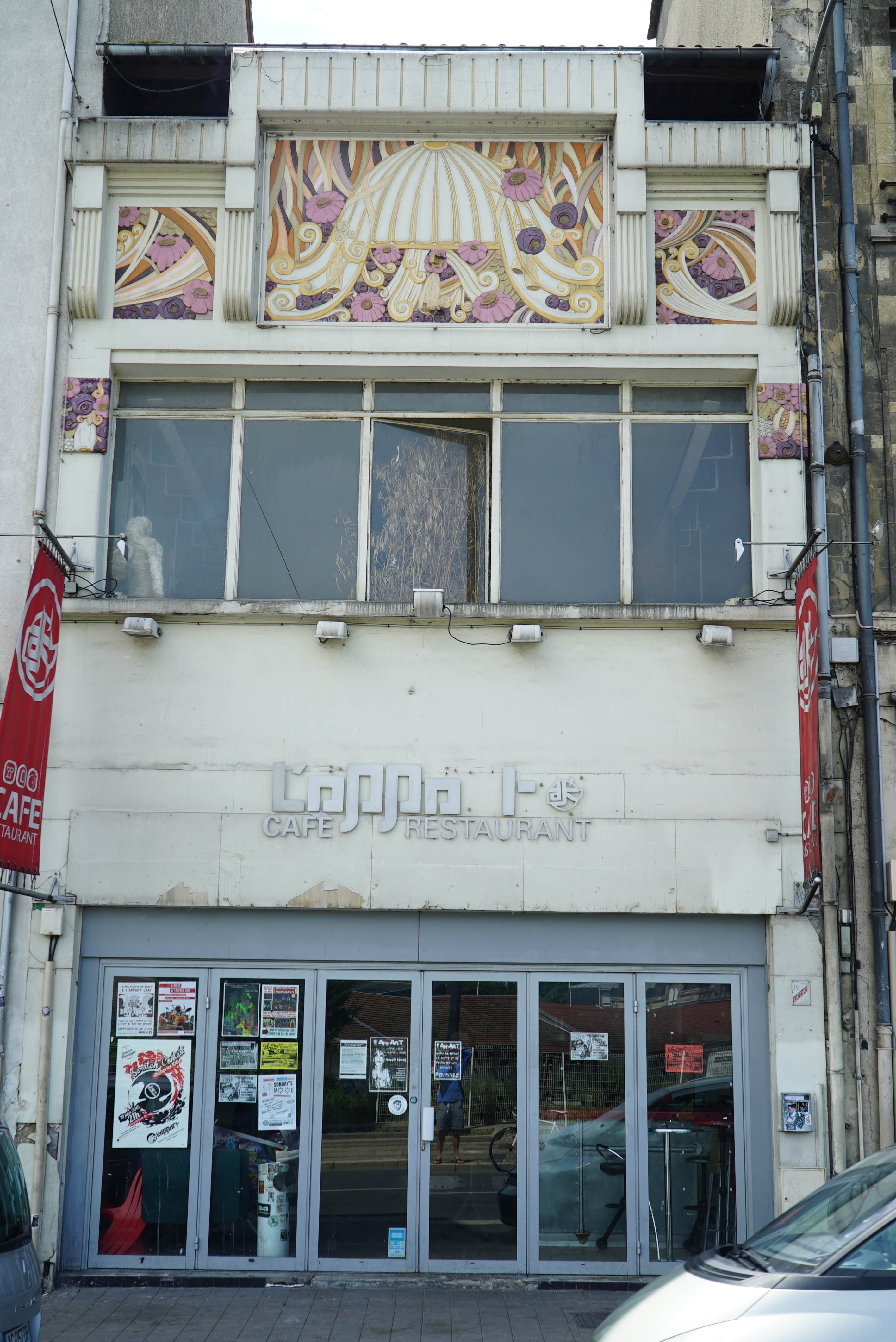
A n°9 immeuble avec mosaïque Art déco.